# Comune di Vallø
Il comune di Vallø fino al 1º gennaio 2007 è stato un comune danese situato nella contea di Roskilde, il comune aveva una popolazione di 10 373 abitanti (2006) e una superficie di 83,83 km². Capoluogo era la cittadina di Hårlev.
Dal 1º gennaio 2007, con l'entrata in vigore della riforma amministrativa, il comune è stato soppresso e accorpato al comune di Stevns per dare luogo al riformato comune di Stevns compreso nella regione della Selandia.